# Eine zauberhafte Erbschaft
Eine zauberhafte Erbschaft (Originaltitel: Čarovné dědictví; deutsch: Zauberdetektive) ist ein tschechoslowakisch-deutscher Kinderfilm von Zdeněk Zelenka aus dem Jahr 1986. Er beruht auf der gleichnamigen Novelle von Václav Řezáč.

## Handlung
Die Bewohner einer Stadt werden ständig von den Reitern ihres Fürsten Adalbert tyrannisiert. Eines Tages nehmen sie auch den örtlichen Mützenmachers Vojtech gefangen. Dessen Haushälterin Agatha und ihr Komplize, ein Trödler, hatten dem Herrscher von einem „Schatz“ berichtet, der sich im Besitz des Handwerkers befinden soll. Adalbert befiehlt den beiden, diesen zu beschaffen. Vojtechs Sohn Vitek und seine Freunde Majda und Hynek kommen ihnen aber zuvor und finden auf dem Dachboden tatsächlich eine Zaubermütze, die dem Besitzer jeden Wunsch erfüllt. Sie lernen schnell mit ihr umzugehen und können sich dadurch sowohl der Reiter des Fürsten als auch des Trödlers und Agathas erwehren.
Ermutigt nehmen auch Majdas und Hyneks Vater, der Bäcker Pruba, und seine Arbeiter den Widerstand gegen die Reisigen auf und können diese vertreiben. Als sie zusammen mit den Kindern ihren Erfolg feiern wünscht sich Vitek unbewusst, die Mütze sei gar nicht magisch, woraufhin sie tatsächlich ihre Zauberkraft verliert. Da jedoch nur die kleine Gruppe davon weiß, kann Vitek seine Gegner weiterhin mit ihr schrecken.
Der Fürst lässt sich mittlerweile durch die Waffenbaupläne eines Barons zu einem Krieg motivieren. Es findet eine allgemeine Mobilmachung statt und zur Feier des anstehenden Angriffs auf das Nachbarland wird ein Fest veranstaltet. Vitek und seine Freunde ziehen währenddessen auf die Burg und befreien den Mützenmacher sowie die anderen Gefangenen. Das ganze Volk erhebt sich daraufhin und nimmt den Fürsten gefangen.

## Veröffentlichungen
Eine zauberhafte Erbschaft feierte am 11. Juli 1986 in der DDR Premiere, am 1. Oktober desselben Jahres lief der Film in der Tschechoslowakei an. Er wurde außerdem in der Volksrepublik Polen und der BRD gezeigt.

## Kritik
„Unterhaltsamer historischer Ausstattungsfilm für Kinder, der mit zahlreichen lustigen Einfällen und filmischen Tricks vom Kampf des Guten gegen Unrecht und Unterdrückung erzählt.“

## Synchronisation
Die DEFA produzierte unter der Regie von Michael Kann die deutschsprachige Fassung. Jörg Panknin, Fred Delmare und Jan Spitzer sprachen ihre Rollen in der deutschsprachigen Version selbst.
| Rolle          | Darsteller       | Synchronsprecher     |
| -------------- | ---------------- | -------------------- |
| Vitek          | Martin Pert      | Dirk Bartsch         |
| Hynek          | Rudolf Stedry    | Christian Eilers     |
| Majda          | Tereza Chudobová | Vanessa Madey        |
| Trödler        | Milos Kopecký    | Helmut Müller-Lankow |
| Agatha         | Ljuba Skorepová  | Annekathrin Bürger   |
| Fürst Adalbert | Jiři Kodet       | Klaus Nietz          |
| Bäcker Pruba   | Václav Helsus    | Eckhard Bilz         |
| Joachim        | Václav Sloup     | Horst Manz           |